# Paul van Buren
Paul Matthews van Buren (1924-1998) fue un reverendo de la Iglesia episcopal en los Estados Unidos, teólogo cristiano y profesor de religión de la Universidad de Temple en Filadelfia durante 22 años. También fue director del Centro de ética y pluralismo religioso en el Instituto Shalom Hartman de Jerusalén. Murió de cáncer el 18 de junio de 1998 en 74 años.

## Historia
Nació y vivió sus primeros años en Norfolk, Virginia. Durante la Segunda Guerra Mundial sirvió en la Guardia Costera de los Estados Unidos. 
Asistió a la Universidad de Harvard, donde se graduó con una licenciatura en 1948. Posteriormente asistió a la Escuela Teológica Episcopal, y recibió una licenciatura en Teología Sistemática en el año 1951. Después de esto fue ordenado como pastor de la Iglesia Episcopal en las diócesis de Massachusetts. En 1957, recibió un doctorado en teología de la Universidad de Basilea en Suiza, estudiando como discípulo del mismo Karl Barth. Como profesor de la Universidad de Temple, era considerado un líder de la teología post cristiana de la "Muerte de Dios", aunque él mismo rechazaba ese nombre para el movimiento como una invención periodística. Van Buren se consideraba un verdadero exponente del Cristianismo secular.

## Obra
A continuación se muestra una lista incompleta de sus obras:
* El Significado Secular del Evangelio: Sobre la base de un análisis de su lenguaje
- Una teología de la Realidad judeocristiano (3 volúmenes).
- Los bordes de la lengua: Un ensayo en la lógica de una Religión
- La carga de la Libertad
- Exploraciones Teológicas
- Cristo Aquí: El carácter sustitutivo de la Doctrina de la Reconciliación de Calvino.